# بطولة أوروبا لألعاب القوى 2024 – سباق 400 متر للرجال
أقيمت منافسات سباق 400 متر للرجال في بطولة أوروبا لألعاب القوى 2024 في ملعب أولمبيكو، في روما، إيطاليا في الفترة من 8 إلى 10 يونيو 2024.

## الأرقام القياسية
| الأرقام القياسية قبل بطولة أوروبا لألعاب القوى 2024 | الأرقام القياسية قبل بطولة أوروبا لألعاب القوى 2024 | الأرقام القياسية قبل بطولة أوروبا لألعاب القوى 2024 | الأرقام القياسية قبل بطولة أوروبا لألعاب القوى 2024 | الأرقام القياسية قبل بطولة أوروبا لألعاب القوى 2024 |
| --------------------------------------------------- | --------------------------------------------------- | --------------------------------------------------- | --------------------------------------------------- | --------------------------------------------------- |
| الرقم القياسي العالمي                               | وايد فان نيكيرك (جنوب أفريقيا)                      | 43.03                                               | ريو دي جانيرو، البرازيل                             | 14 أغسطس 2016                                       |
| الرقم القياسي الأوروبي                              | ماثيو هدسون-سميث (بريطانيا العظمى)                  | 44.07                                               | أوسلو، النرويج                                      | 30 مايو 2024                                        |
| سجل البطولة                                         | إيوان توماس (بريطانيا العظمى)                       | 44.52                                               | بودابست، المجر                                      | 21 أغسطس 1998                                       |
| الرقم الرائد عالميًا                                 | كريستوفر موراليس-ويليامز (كندا)                     | 44.05                                               | جينزفيل، فلوريدا، الولايات المتحدة                  | 11 مايو 2024                                        |
| الرقم الرائد أوروبياً                                | ماثيو هدسون-سميث (بريطانيا)                         | 44.07                                               | أوسلو، النرويج                                      | 30 مايو 2024                                        |

## الجدول
جميع الأوقات بالتوقيت المحلي (UTC+2)
| التاريخ       | الوقت | جولة          |
| ------------- | ----- | ------------- |
| 08 يونيو 2024 | 11:45 | الجولة الأولى |
| 09 يونيو 2024 | 20:38 | نصف النهائي   |
| 10 يونيو 2024 | 21:40 | نهائي         |

## النتائج

### الجولة الأولى
تأهل أسرع 14 رياضيًا إلى نصف النهائي. وتم إعفاء أفضل 10 رياضيين تصنيفًا من سباق الجولة الأولى والتأهل إلى نصف النهائي.

#### تصفيات الجولة الأولى
نتائج تصفيات الجولة الأولى من سباق 400 متر للرجال.
| المركز | المسار | الرياضية         | البلد          | الوقت   | الملاحظات |
| ------ | ------ | ---------------- | -------------- | ------- | --------- |
| 1      | 8      | جوناثان ساكور    | بلجيكا         | 45.50   | q         |
| 2      | 7      | إدواردو سكوتي    | إيطاليا        | 45.59   | q         |
| 3      | 4      | تيو أندانت       | فرنسا          | 45.65   | q         |
| 4      | 5      | كريستوفر أودونيل | أيرلندا        | 45.69   | q, SB     |
| 5      | 3      | كارول زاليفسكي   | بولندا         | 45.80   | q, SB     |
| 6      | 2      | ريكي بيتروتشياني | سويسرا         | 45.90   | q, SB     |
| 7      | 6      | ماتي كرسيك       | جمهورية التشيك | 46.69   |           |
| –      | 9      | زولتان وال       | المجر          | لم يُكمل |           |

#### تصفيات الجولة الثانية
نتائج تصفيات الجولة الثانية من سباق 400 متر للرجال.
| المركز | المسار | الرياضية            | البلد           | الوقت | الملاحظات |
| ------ | ------ | ------------------- | --------------- | ----- | --------- |
| 1      | 3      | ليونيل سبيتز        | سويسرا          | 45.37 | q         |
| 2      | 4      | عمر الخطيب          | البرتغال        | 45.80 | q         |
| 3      | 6      | أليكس هايدوك ويلسون | بريطانيا العظمى | 46.04 | R         |
| 4      | 7      | ريكاردو ميلي        | إيطاليا         | 46.17 | SB        |
| 5      | 9      | مارك كوخ            | ألمانيا         | 46.18 |           |
| 6      | 5      | بوسكو كيانوفيتش     | صربيا           | 46.39 |           |
| 7      | 8      | باتريك سورم         | جمهورية التشيك  | 46.40 |           |
| 8      | 2      | سيمون بوينا         | سلوفاكيا        | 46.52 |           |

#### تصفيات الجولة الثالثة
نتائج تصفيات الجولة الثالثة من سباق 400 متر للرجال.
| المركز | المسار | الرياضية              | البلد          | الوقت | الملاحظات |
| ------ | ------ | --------------------- | -------------- | ----- | --------- |
| 1      | 3      | لوكا سيتو             | إيطاليا        | 45.12 | q, EU23L  |
| 2      | 4      | ديفيد سومبي           | فرنسا          | 45.45 | q, SB     |
| 3      | 6      | روك فيرلان            | سلوفينيا       | 45.52 | q, PB     |
| 4      | 5      | ديلان بورلي           | بلجيكا         | 45.62 | q, SB     |
| 5      | 7      | غوستاف لوندهولم نيلسن | الدنمارك       | 45.84 | q, SB     |
| 6      | 9      | أندرياس جريميرود      | النرويج        | 45.90 | q, =PB    |
| 7      | 8      | بافيل ماسلاك          | جمهورية التشيك | 47.99 |           |

### الدور نصف النهائي
يتأهل من جولة نصف النهائي أول متسابقين في كل جولة وثم أفضل متسابقين بعد ذلك إلى النهائي.

#### نصف النهائي الأول
نتائج تصفيات الجولة نصف النهائي الأول من سباق 400 متر للرجال.
| المركز | المسار | الرياضية                 | البلد    | الوقت | الملاحظات    |
| ------ | ------ | ------------------------ | -------- | ----- | ------------ |
| 1      | 5      | لوكا سيتو                | إيطاليا  | 44.75 | Q, EU23L, NR |
| 2      | 4      | جوناثان ساكور            | بلجيكا   | 44.99 | Q, PB        |
| 3      | 8      | أتيلا مولنار*            | المجر    | 45.04 | q, SB        |
| 4      | 6      | هافارد بنتدال إنجفالدسن* | النرويج  | 45.37 | SB           |
| 5      | 7      | أوليكساندر بوهوريلكو*    | أوكرانيا | 45.41 |              |
| 6      | 3      | ريكي بيتروتشياني         | سويسرا   | 45.47 | SB           |
| 7      | 2      | روك فيرلان               | سلوفينيا | 45.63 |              |
| 8      | 9      | تيو أندانت               | فرنسا    | 45.72 |              |

#### نصف النهائي الثانية
نتائج تصفيات الجولة نصف النهائي الأول من سباق 400 متر للرجال.
| المركز | المسار | الرياضية              | البلد           | الوقت | الملاحظات |
| ------ | ------ | --------------------- | --------------- | ----- | --------- |
| 1      | 8      | تشارلي دوبسون*        | بريطانيا العظمى | 44.65 | Q         |
| 2      | 5      | جين باول بريداو*      | ألمانيا         | 45.03 | Q, SB     |
| 3      | 9      | ليونيل سبيتز          | سويسرا          | 45.28 | q, SB     |
| 4      | 6      | جواو كويلو*           | البرتغال        | 45.36 | SB        |
| 5      | 4      | ديفيد سومب            | فرنسا           | 45.36 | SB        |
| 6      | 7      | ديلان بورلي           | بلجيكا          | 45.46 | SB        |
| 7      | 2      | غوستاف لوندهولم نيلسن | الدنمارك        | 46.01 |           |
| 8      | 3      | أندرياس جريميرود      | النرويج         | 46.25 |           |

#### نصف النهائي الثالثة
نتائج تصفيات الجولة نصف النهائي الأول من سباق 400 متر للرجال.
| المركز | المسار | الرياضية            | البلد           | الوقت    | الملاحظات |
| ------ | ------ | ------------------- | --------------- | -------- | --------- |
| 1      | 5      | ألكسندر دوم*        | بلجيكا          | 44.87    | Q         |
| 2      | 6      | ليمارفين بونيفاسيا* | هولندا          | 45.17    | Q, SB     |
| 3      | 9      | عمر الخطيب          | البرتغال        | 45.65    |           |
| 4      | 8      | غيليس بيرون*        | فرنسا           | 45.91    |           |
| 5      | 4      | إدواردو سكوتي       | إيطاليا         | 45.92    |           |
| 6      | 7      | مانويل ساندرز*      | ألمانيا         | 46.03    |           |
| 7      | 2      | أليكس هايدوك ويلسون | بريطانيا العظمى | 46.05    |           |
| –      | 3      | كريستوفر أودونيل    | جمهورية أيرلندا | TR17.2.3 |           |
| –      |        | كارول زاليفسكي      | بولندا          | DNS      |           |

### النهائي
بدأت الجولة النهائية في 10 يونيو 2024 الساعة 21:40.
| المركز | المسار | الرياضي            | البلد           | الوقت | ملاحظات   |
| ------ | ------ | ------------------ | --------------- | ----- | --------- |
| الأول  | 8      | ألكسندر دوم        | بلجيكا          | 44.15 | CR, NR    |
| الثاني | 6      | تشارلي دوبسون      | بريطانيا العظمى | 44.38 | PB        |
| الثالث | 9      | ليمارفين بونيفاسيا | هولندا          | 44.88 | SB, EM35R |
| 4      | 5      | جوناثان ساكور      | بلجيكا          | 44.98 | PB        |
| 5      | 7      | لوكا سيتو          | إيطاليا         | 45.04 |           |
| 6      | 3      | أتيلا مولنار       | المجر           | 45.07 |           |
| 7      | 4      | جان بول بريدو      | ألمانيا         | 45.11 |           |
| 8      | 2      | ليونيل سبيتز       | سويسرا          | 45.69 |           |